# 丹巴赫
丹巴赫（德語：Dammbach，發音：[ˈdambax]）是德国巴伐利亚州的市镇，属于下弗兰肯行政区阿沙芬堡县。该市镇总面积为32.93平方千米，截至2023年12月31日总人口为1,942人。